# Orellana (apellido)
Originario de España, Orellana es uno de los más antiguos y nobles apellidos de la zona de Extremadura, principalmente de las ciudades de Badajoz, Trujillo y Cáceres. Se sabe también que los Orellana se establecieron en otros lugares de España como Cataluña, Aragón e Islas Canarias
Algunos investigadores creen que la palabra "Orellana" deriva de las palabras romanas "ore" que significa "oro" y la palabra "llana" que significa "abundancia”. Por lo que significa “abundancia de oro”.
Se dice también que derivaría de 2 palabras "orell", del castellano antiguo, que significa "acto de y admiración a nuestro creador para poderle comunicar y acercarnos a el" (en otras palabras "orar"); y "ana", del Hebreo, "compasión" o "Dios se ha compadecido".
De los lugares antes nombrados el principal asentamiento de esta familia fue el pueblo de Orellana la Vieja, tierras cedidas por el rey Alfonso XI por sus servicios a la corona, al caballero Pedro Alonso de Altamira, quien por convertirse en señor de dicho lugar toma el nombre de Pedro Alonso de Orellana, reconociéndose como el fundador de este apellido.
Hernando Alonso de Orellana, hijo de Pedro Alfonso, fue el segundo señor de Orellana la Vieja personaje destacado de la nobleza, regidor y comendador.
Del tercer señor de Orellana la Vieja, García de Orellana, se tienen pocos datos, no así de su hijo y cuarto señor de Orellana, Juan llamado “el Viejo”, quien obtuvo de los Reyes Católicos, aproximadamente en 1487,facultad para incluir en el pueblo de Orellana la vieja las tierra de la Dehesa de Cogolludo, la cual había intentado incorporar Hernando Alonso sin conseguirlo. La extensión de esta dehesa era mayor que la del propio pueblo de Orellana la Vieja ,aumentando los ingresos para el pueblo, obtenidos de las actividades agrícolas.
Juan "el Viejo" contribuyó, con servicios a los Reyes Católicos en la guerra de Andalucía contra los musulmanes.  Murió en batalla y en su testamento estipuló que lo enterraran en la Iglesia de Orellana la Vieja llamada Iglesia de Santo Domingo, junto a su padre.
Juan el Viejo destina, además, en su testamento 3.000 maravedíes anuales para el sostenimiento del Hospital que él había fundado en Orellana la Vieja para los pobres y enfermos, nombrando patrón del mismo a su hijo Rodrigo para que él y sus sucesores lo sostuvieran. Años más tarde, se hará cargo de su administración el obispado de Plasencia.
Rodrigo de Orellana, quinto señor de Orellana la Vieja, sucedió a su padre Juan de Orellana "el Viejo" como regidor aproximadamente en 1491 o 1492 (no se sabe exactamente el año). Después de Rodrigo de Orellana, se pierde el seguimiento de la historia familiar en el pueblo de Orellana la Vieja.
Se sabe también, que la rama de Orellana asentada en Islas Canarias eran en su mayoría marinos al servicio de la corona española, al ser las islas paso obligado entre España y América, muchos descendientes de esta rama emigraron al nuevo mundo, estableciéndose principalmente en Ecuador, Montevideo, Lima, 
La rama de Orellana la Vieja se asentó en El Salvador (específicamente en Ahuachapán y Morazán).
Pero sin duda el antepasado que destaca en la historia es Francisco de Orellana, explorador aventurero, quien viviera entre 1511 y 1546. Famoso por convertirse en el descubridor del Río Amazonas.
- Datos: Q32904778
- Multimedia: Orellana (surname) / Q32904778